# لیگ دسته اول فوتبال کرواسی ۲۰–۲۰۱۹
اولین لیگ فوتبال کرواسی ۲۰۱۹–۲۰۲۰ (به‌طور رسمی Hrvatski telekom Prva liga به دلایل حمایت مالی) بیست و نهمین دوره لیگ دسته اول فوتبال کرواسی، تیم‌های فوتبال اتحادیه فوتبال مردان در کرواسی، از زمان تأسیس در سال ۱۹۹۲ است. این فصل از ۱۹ ژوئیه ۲۰۱۹ آغاز شد و پیش‌بینی می‌شود در ماه مه سال ۲۰۲۰ به پایان برسد.
در این لیگ ۱۰ تیم به رقابت با هم می‌پردازد.

## تیم‌ها
در ۲۳ آوریل ۲۰۱۹، فدراسیون فوتبال کرواسی اعلام کرد که مرحله اول مراحل صدور مجوز برای فصل ۲۰۱۹–۲۰۲۰ کامل شده‌است. برای Prva HNL 2019-20، فقط به نه باشگاه جواز صعود به سطح عالی اعطا شد: دینامو زاگرب، گوریسا، حاجدوک اسپلیت، اینتر زاپریشیچ، ایسترا ۱۹۶۱، اوزیجک، ریژکا، اسلون بلوپو و واراژدین. به همه این باشگاه‌ها به جز وارا الدین، مجوز شرکت در مسابقات یوفا نیز داده شد. در مرحله دوم صدور مجوز، باشگاه‌هایی که در مرحله اول مجوز لازم را ندارند می‌توانند نسبت به تصمیم‌گیری تجدید نظر کنند.
تیم‌ها از لحاظ ریاضیاتی جایگاه خود را در Prva HNL 2019-2030 کسب کرده‌اند.

### استادیوم‌ها و مکان
| دینامو زاگرب         | گوریکا | هایدوک اسپلیت | اینتر زاپریشیچ           |
| -------------------- | --- | --- | ------------------------ |
| Stadion Maksimir     | Gradski stadion Velika Gorica | Stadion Poljud | Stadion ŠRC Zaprešić     |
| ظرفیت: ۳۵٬۱۲۳        | ظرفیت: ۵٬۰۰۰ | ظرفیت: ۳۴٬۱۹۸ | ظرفیت: ۵٬۲۲۸             |
|                      | | |                          |
| Istra 1961           | باشگاه فوتبال دینامو زاگرب · باشگاه فوتبال لوکوموتیو زاگربباشگاه فوتبال اچ‌ان‌کی گوریتساباشگاه فوتبال هایدوک اسپلیتباشگاه فوتبال اینتر زاپرشیچباشگاه فوتبال ایسترا ۱۹۶۱باشگاه فوتبال اوسیکباشگاه فوتبال رییکاباشگاه فوتبال اسلاون بلوپوباشگاه فوتبال واراژدین Locations of teams in 2019–20 Prva HNL · | باشگاه فوتبال دینامو زاگرب · باشگاه فوتبال لوکوموتیو زاگربباشگاه فوتبال اچ‌ان‌کی گوریتساباشگاه فوتبال هایدوک اسپلیتباشگاه فوتبال اینتر زاپرشیچباشگاه فوتبال ایسترا ۱۹۶۱باشگاه فوتبال اوسیکباشگاه فوتبال رییکاباشگاه فوتبال اسلاون بلوپوباشگاه فوتبال واراژدین Locations of teams in 2019–20 Prva HNL · | Lokomotiva               |
| Stadion Aldo Drosina | باشگاه فوتبال دینامو زاگرب · باشگاه فوتبال لوکوموتیو زاگربباشگاه فوتبال اچ‌ان‌کی گوریتساباشگاه فوتبال هایدوک اسپلیتباشگاه فوتبال اینتر زاپرشیچباشگاه فوتبال ایسترا ۱۹۶۱باشگاه فوتبال اوسیکباشگاه فوتبال رییکاباشگاه فوتبال اسلاون بلوپوباشگاه فوتبال واراژدین Locations of teams in 2019–20 Prva HNL · | باشگاه فوتبال دینامو زاگرب · باشگاه فوتبال لوکوموتیو زاگربباشگاه فوتبال اچ‌ان‌کی گوریتساباشگاه فوتبال هایدوک اسپلیتباشگاه فوتبال اینتر زاپرشیچباشگاه فوتبال ایسترا ۱۹۶۱باشگاه فوتبال اوسیکباشگاه فوتبال رییکاباشگاه فوتبال اسلاون بلوپوباشگاه فوتبال واراژدین Locations of teams in 2019–20 Prva HNL · | Stadion Kranjčevićeva    |
| ظرفیت: ۹٬۸۰۰         | باشگاه فوتبال دینامو زاگرب · باشگاه فوتبال لوکوموتیو زاگربباشگاه فوتبال اچ‌ان‌کی گوریتساباشگاه فوتبال هایدوک اسپلیتباشگاه فوتبال اینتر زاپرشیچباشگاه فوتبال ایسترا ۱۹۶۱باشگاه فوتبال اوسیکباشگاه فوتبال رییکاباشگاه فوتبال اسلاون بلوپوباشگاه فوتبال واراژدین Locations of teams in 2019–20 Prva HNL · | باشگاه فوتبال دینامو زاگرب · باشگاه فوتبال لوکوموتیو زاگربباشگاه فوتبال اچ‌ان‌کی گوریتساباشگاه فوتبال هایدوک اسپلیتباشگاه فوتبال اینتر زاپرشیچباشگاه فوتبال ایسترا ۱۹۶۱باشگاه فوتبال اوسیکباشگاه فوتبال رییکاباشگاه فوتبال اسلاون بلوپوباشگاه فوتبال واراژدین Locations of teams in 2019–20 Prva HNL · |                          |
|                      | باشگاه فوتبال دینامو زاگرب · باشگاه فوتبال لوکوموتیو زاگربباشگاه فوتبال اچ‌ان‌کی گوریتساباشگاه فوتبال هایدوک اسپلیتباشگاه فوتبال اینتر زاپرشیچباشگاه فوتبال ایسترا ۱۹۶۱باشگاه فوتبال اوسیکباشگاه فوتبال رییکاباشگاه فوتبال اسلاون بلوپوباشگاه فوتبال واراژدین Locations of teams in 2019–20 Prva HNL · | باشگاه فوتبال دینامو زاگرب · باشگاه فوتبال لوکوموتیو زاگربباشگاه فوتبال اچ‌ان‌کی گوریتساباشگاه فوتبال هایدوک اسپلیتباشگاه فوتبال اینتر زاپرشیچباشگاه فوتبال ایسترا ۱۹۶۱باشگاه فوتبال اوسیکباشگاه فوتبال رییکاباشگاه فوتبال اسلاون بلوپوباشگاه فوتبال واراژدین Locations of teams in 2019–20 Prva HNL · |                          |
| Osijek               | Rijeka | Slaven Belupo | واراژدین                 |
| Stadion Gradski vrt  | Stadion Rujevica | Stadion Ivan Kušek-Apaš | Stadion Anđelko Herjavec |
| ظرفیت: ۱۷٬۰۶۱        | ظرفیت: ۸٬۲۷۹ | ظرفیت: ۳٬۲۰۵ |                          |
|                      | | |                          |

| تیم            | شهر          | استادیوم                      | ظرفیت  | مرجع. |
| -------------- | ------------ | ----------------------------- | ------ | ----- |
| دینامو زاگرب   | زاگرب        | ماکسیمیر                      | 35423  | [ ۲ ] |
| گوریکا         | ولیکا گوریکا | Gradski stadion Velika Gorica | 5،۰۰۰  |       |
| هایدوک اسپلیت  | شکاف         | پولجود                        | 34،۱۹۸ | [ ۳ ] |
| اینتر زاپریشیچ | زاپریشیچ     | Stadion ŠRC Zaprešić          | 5،۲۲۸  | [ ۴ ] |
| Istra 1961     | پولا         | استادیون آلدو دروسینا         | 9،۸۰۰  | [ ۵ ] |
| لوکوموتیوا     | زاگرب        | کرانژویویچوا 1                | 8،۸۵۰  | [ ۶ ] |
| اوزیجک         | اوزیجک       | Gradski vrt                   | 17،۰۶۱ | [ ۷ ] |
| ریجکا          | ریجکا        | روژویکا                       | 8،۲۷۹  | [ ۸ ] |
| برده بلوپو     | Koprivnica   | Stadion ایوان Kušek-Apaš      | 3،۲۰۵  | [ ۹ ] |
| واراژدین       | واراژدین     | Stadion Anđelko Herjavec      | 8،۸۵۰  |       |

- تیم فوتبال 1 Lokomotiva مسابقات خانگی خود را در Stadion Kranjčevićeva میزبانی می‌کند، زیرا زمین این تیم نتوانسته مجوز مورد نظر را کسب کند. این استادیوم سطح سوم است.

| رتبه | ایالت‌های کرواسی       | تعداد تیم‌ها | باشگاه(ها)               |
| ---- | --------------------- | ----------- | ------------------------ |
| 1    | شهر زاگرب             | 2           | دینامو زاگرب، لوکوموتیوا |
| 2    | زاگرب                 | 2           | گوریکا، اینتر زاپریشیچ   |
| 3    | ایستیا                | 1           | Istra 1961               |
| 3    | Koprivnica-Križevci   | 1           | برده بلوپو               |
| 3    | اوزیک-بارانجا         | 1           | اوزیجک                   |
| 3    | Primorje-Gorski Kotar | 1           | ریجکا                    |
| 3    | تقسیم-Dalmatia        | 1           | هایدوک اسپلیت            |
| 3    | شهرستان واراسدین      | 1           | واراژدین                 |

### مربی‌ها و لباس‌ها
| باشگاه         | مدیر             | کاپیتان            | تولیدکننده لباس | حامیان مالی             |
| -------------- | ---------------- | ------------------ | --------------- | ----------------------- |
| دینامو زاگرب   | Nenad Bjelica    | Arijan Ademi       | آدیداس          | لانا گروپا              |
| گوریکا         | Sergej Jakirović | Kristijan Kahlina  | آلپا            | JAF جو A. Frischeis     |
| هایدوک اسپلیت  | دامیر بوریچ      | Josip Juranović    | ماکرون          | تامی                    |
| اینتر زاپریشیچ | Samir Toplak     | Tomislav Mazalović | جما             | دارایی‌های B2            |
| Istra 1961     | Ivan Prelec      | Marin Grujević     | کلم             | کرواسی Osiguranje       |
| لوکوموتیوا     | Goran Tomić      | Fran Karačić       | نایک            | Crodux                  |
| اوزیجک         | Dino Skender     | Mile Škorić        | نایک            | DOBRO                   |
| ریجکا          | Igor Bišćan      | Alexander Gorgon   | جما             | ساوا اوزیگورنج          |
| برده بلوپو     | Ivica Sertić     | Mateas Delić       | آدیداس          | بلوپو                   |
| واراžدین       | Borimir Perković | Dario Jertec       | لژا             | دورم، کرواسی Osiguranje |

### تغییرات مدیریتی
| تیم           | مدیر خروجی       | نحوه عزیمت    | تاریخ خالی    | جایگزین توسط     | تاریخ قرار ملاقات | موقعیت در جدول |
| ------------- | ---------------- | ------------- | ------------- | ---------------- | ----------------- | -------------- |
| Istra 1961    | Igor Cvitanović  | اخراج         | ۱۱ ژوئن ۲۰۱۹  | Ivan Prelec      | ۱۵ ژوئن ۲۰۱۹      | پیش فصل        |
| واراژدین      | Branko Karačić   | اتمام قرارداد | ۱۷ ژوئن ۲۰۱۹  | Borimir Perković | ۲۲ ژوئن ۲۰۱۹      | پیش فصل        |
| هایدوک اسپلیت | Siniša Oreščanin | اخراج         | ۱۹ ژوئیه ۲۰۱۹ | دامیر بوریچ      | ۲۰ ژوئیه ۲۰۱۹     | پیش فصل        |

## جدول لیگ
| پوز | تیم                           | بازی | برد | مساوی | باخت | گل زده | گل خورده | تفاضل گل | امتیاز | صلاحیت یا سقوط                     |
| --- | ----------------------------- | ---- | --- | ----- | ---- | ------ | -------- | -------- | ------ | ---------------------------------- |
| 1   | باشگاه فوتبال هایدوک اسپلیت   | ۷    | ۵   | ۰     | ۲    | ۱۳     | ۳        | +۱۰      | ۱۵     | لیگ قهرمانان اروپا ۲۱–۲۰۲۰         |
| 2   | باشگاه فوتبال دینامو زاگرب    | ۶    | ۴   | ۱     | ۱    | ۱۱     | ۳        | +۸       | ۱۳     | لیگ قهرمانان اروپا ۲۱–۲۰۲۰         |
| 3   | باشگاه فوتبال اوسیک           | ۷    | ۳   | ۳     | ۱    | ۸      | ۵        | +۳       | ۱۲     | لیگ اروپا ۲۱–۲۰۲۰                  |
| 4   | باشگاه فوتبال رییکا           | ۶    | ۳   | ۲     | ۱    | ۸      | ۶        | +۲       | ۱۱     | لیگ اروپا ۲۱–۲۰۲۰                  |
| 5   | باشگاه فوتبال اچ‌ان‌کی گوریتسا  | ۷    | ۳   | ۲     | ۲    | ۱۱     | ۱۰       | ۱+       | ۱۱     |                                    |
| 6   | باشگاه فوتبال لوکوموتیو زاگرب | ۷    | ۳   | ۱     | ۳    | ۱۳     | ۱۱       | +۲       | ۱۰     |                                    |
| 7   | باشگاه فوتبال ایسترا ۱۹۶۱     | ۷    | ۲   | ۲     | ۳    | ۹      | ۱۱       | − 2      | ۸      |                                    |
| 8   | باشگاه فوتبال اسلاون بلوپو    | ۷    | ۲   | ۱     | ۴    | ۸      | ۱۸       | − 10     | ۷      |                                    |
| 9   | واراژدین                      | ۷    | ۰   | ۳     | ۴    | ۷      | ۱۵       | − 8      | ۳      | شرکت در پلی آف                     |
| 10  | باشگاه فوتبال اینتر زاپرشیچ   | ۷    | ۰   | ۳     | ۴    | ۷      | ۱۳       | − 6      | ۳      | سقوط به لیگ دسته دوم فوتبال کرواسی |

## آمار

### گلزن برتر
| رتبه | بازیکن           | باشگاه           | اهداف |
| ---- | ---------------- | ---------------- | ----- |
| ۱    | ماریو žuže       | Istra 1961       | ۶     |
| ۲    | ایوان کرستانوویچ | برده بلوپو       | ۴     |
| ۳    | ایایی آتیومون    | دینامو زاگرب     | ۳     |
| ۳    | آنتونیو Čolak    | ریجکا            | ۳     |
| ۳    | ایمم ادووک       | هایدوک اسپلیت    | ۳     |
| ۳    | شریف ندیایی      | گوریکا           | ۳     |
| ۷    | یازده بازیکن     | یازده بازیکن     | ۲     |
| ۱۸   | بیست و نه بازیکن | بیست و نه بازیکن | ۱     |

### هتریک
| بازیکن           | برای       | در برابر | نتیجه | تاریخ          | دور |
| ---------------- | ---------- | -------- | ----- | -------------- | --- |
| ماریو žuže       | Istra 1961 | واراژدین | ۳–۱   | ۳ اوت ۲۰۱۹     | ۳   |
| کریستیجان لووریچ | گوریکا     | واراژدین | ۱–۳   | ۱ سپتامبر ۲۰۱۹ | ۳   |

### کلین شیت
| رتبه | بازیکن            | باشگاه        | کلین شیت | در صد کلین شیت |
| ---- | ----------------- | ------------- | -------- | -------------- |
| ۱    | دومینیک لیواکوویچ | دینامو زاگرب  | ۳        | ۷۵٪            |
| ۲    | ایویکا ایووویچ    | اوزیجک        | ۲        | ۴۰٪            |
| ۳    | Josip Posavec     | هایدوک اسپلیت | ۲        | ۱۰۰٪           |
| ۴    | کریستیجان کاللینا | گوریکا        | ۱        | ۲۰٪            |
| ۵    | آندره پرسکالو     | ریجکا         | ۱        | ۲۵٪            |